# 滨湖勒索兹
滨湖勒索兹（法語：Le Sauze-du-Lac，法語發音：[lə soz dy lak]）是法国上阿尔卑斯省的一个市镇，属于加普区。

## 地理
滨湖勒索兹（44°28'42"N, 6°18'50"E）面积8.49 平方千米，位于法国普罗旺斯-阿尔卑斯-蓝色海岸大区上阿尔卑斯省，该省份为法国东南部内陆省份，北起萨瓦省，西北接伊泽尔省，西南接德龙省，南至上普罗旺斯阿尔卑斯省，东北部与意大利接壤。
与滨湖勒索兹接壤的市镇（或旧市镇、城区）包括：勒洛泽-于拜、蓬蒂、绍尔日、鲁塞、于拜-塞尔蓬松。

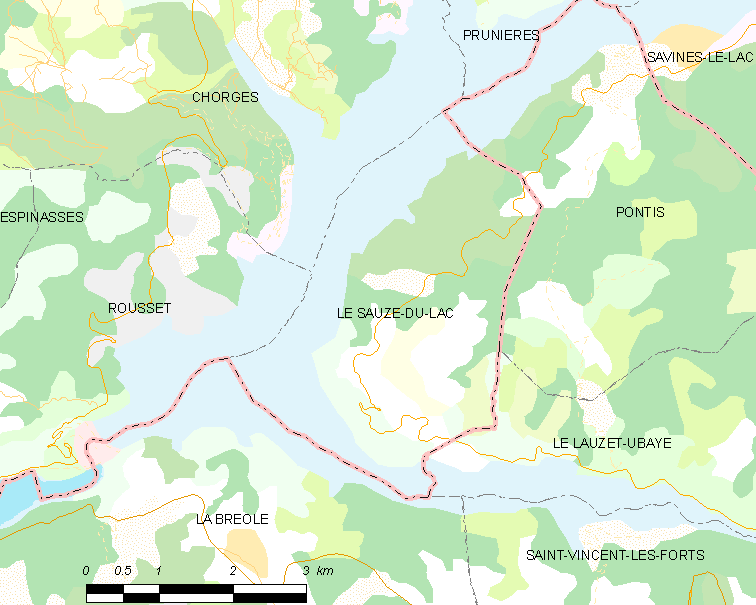
滨湖勒索兹的OSM定位图

滨湖勒索兹的时区为UTC+01:00、UTC+02:00（夏令时）。

## 行政
滨湖勒索兹的邮政编码为05160，INSEE市镇编码为05163。

## 政治
滨湖勒索兹所属的省级选区为绍尔日县。

## 人口

1962-2008年间滨湖勒索兹人口变化图示

滨湖勒索兹于2022年1月1日时的人口数量为158人。